# Конгресс в Панаме
Конгресс в Панаме, также называемый Амфиктионским конгрессом (исп. Congreso Anfictiónico de Panamá) с отсылкой к амфиктиониям Древней Греции — международный конгресс 1826 года, прошедший в городе Панама с 22 июня по 15 июля, участники которого должны были решить спорные вопросы между молодыми латиноамериканскими государствами, наладить сотрудничество между ними и принять совместную декларацию о поддержке странами Латинской Америки независимости и демократии.

## Страны-участники
В Конгрессе приняли участие представители Республики Колумбия, Перу, Федеративной Республики Центральной Америки и Мексики.
Чили отказалось от участия в Конгрессе. Соединённые провинции Рио-де-Ла-Платы не участвовали из-за потери Верхнего Перу, а также в знак протеста против объявленной США доктрины Монро. Бразильская империя, которая в это время воевала с Соединёнными провинциями Рио-де-Ла-Платы, также не стала посылать делегатов. Парагвай не был приглашён на Конгресс.
На Конгресс также были приглашены представители Великобритании и США в качестве наблюдателей. Британский представитель присутствовал, однако США не смогли прислать делегата по внутренним причинам: хотя президент Джон Адамс и госсекретарь Генри Клей и желали участия в Конгрессе, но из-за того, что молодые латиноамериканские государства запретили рабство, представители рабовладельческих южных штатов отказались подтверждать полномочия делегатов и финансировать их поездку. В итоге США всё-таки послали двух представителей, но Ричард Андерсон-младший умер в дороге, а Джон Сержант прибыл уже после закрытия Конгресса.

## Итоги Конгресса
Многочисленные противоречия между молодыми государствами не позволили достичь согласия по большинству вопросов, что позволило Симону Боливару посчитать, что Конгресс не удался. Тем не менее, были приняты шесть основных принципов сотрудничества:
- нейтралитет и сосуществование,
- признание доктрины Монро,
- необходимость международного арбитража в спорах друг между другом,
- отмена рабства,
- признание национального суверенитета друг друга,
- гарантии всех этих принципов.